# Resolución 18 del Consejo de Seguridad de las Naciones Unidas
La resolución 18 del Consejo de Seguridad de las Naciones Unidas, aprobada el 13 de febrero de 1947, creó una comisión con el fin de intentar llevar a cabo la resolución 41 de la Asamblea General de las Naciones Unidas, la cual establecía que la regulación y la reducción del armamento en las distintas fuerzas armadas del mundo era una paso importante para fortalecer la paz internacional.
La resolución fue adoptada por 10 votos a favor, con la abstención de la Unión Soviética.